# Сант'Анђело (Напуљ)
Сант'Анђело (итал. Sant'Angelo) је насеље у Италији у округу Напуљ, региону Кампанија.
Према процени из 2011. у насељу је живело 1480 становника. Насеље се налази на надморској висини од 44 м.